# 給黎郡
給黎郡（日语：／ Kiire gun */?）是過去位于日本鹿兒島縣的一個郡，令制國時代為薩摩國的郡；已於1896年3月29日廢除，轄區被分別併入揖宿郡。
廢除前的轄區包括：
- 知覽村 （已併入南九州市）
- 喜入村 （已併入鹿兒島市）

## 歷史
- 1889年4月1日：實施町村制，下轄知覽村和喜入村。
- 1896年3月29日：給黎郡被廢除，知覽村改隸屬川邊郡，喜入村改隸屬揖宿郡。